# Mycetophila fasciata
Mycetophila fasciata är en tvåvingeart som beskrevs av Freeman 1951. Mycetophila fasciata ingår i släktet Mycetophila och familjen svampmyggor. Inga underarter finns listade i Catalogue of Life.